# John Billingsley

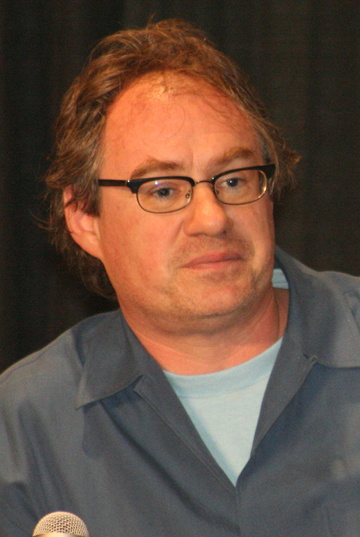
John Billingsley

John Billingsley (n. 20 mai 1960, Media⁠(d), Pennsylvania, SUA) este un actor american, cunoscut pentru multe roluri memorabile în producții cinematografice și tv, dintre care poate cel mai notabil este cel al doctorului Phlox din serialul Star Trek: Enterprise.

## Filmografie

### Film
| An   | Titlu                        | Rol                      | Note |
| ---- | ---------------------------- | ------------------------ | ---- |
| 2001 | The Glass House              | Driving Instructor       |      |
| 2002 | High Crimes                  | Lie Detector Coach       |      |
| 2003 | Out of Time                  | Chae                     |      |
| 2004 | A Cinderella Story           | Mr. Rothman              |      |
| 2006 | Room 6                       | Harrison McKendrick      |      |
| 2007 | The Man from Earth           | Harry                    |      |
| 2008 | The Last Word                | Brady                    |      |
| 2009 | 2012                         | Professor Frederick West |      |
| 2011 | Losing Control               | Professor Straub         |      |
| 2011 | Sironia                      | Doug                     |      |
| 2012 | Trade of Innocents           | Malcolm Eddery           |      |
| 2013 | Red Line                     | Sam                      |      |
| 2016 | Madtown                      | Lloyd Zane Miller        |      |
| 2017 | The Man from Earth: Holocene | Harry                    |      |

### Televiziune
| An        | Titlu                            | Rol                    | Note                                                                |
| --------- | -------------------------------- | ---------------------- | ------------------------------------------------------------------- |
| 1997      | NYPD Blue                        | Glenn Farley           | Episodul: "It Takes a Village"                                      |
| 2001      | The West Wing                    | Dr. John Fallow        | Episodul: "Somebody's Going to Emergency, Somebody's Going to Jail" |
| 2002      | NYPD Blue                        | Ryan Lipe              | Episodul: "Oh, Mama" și "Gypsy Woe’s Me"                            |
| 2001-2005 | Star Trek: Enterprise            | Dr. Phlox              | 91 episoade                                                         |
| 2002      | Stargate SG-1                    | Dr. Simon Coombs       | Episodul: "The Other Guys"                                          |
| 2004      | Duck Dodgers                     | Dr. Psy-Q Hi (voce)    | 2 episoade                                                          |
| 2007      | NCIS                             | Jackson Scott          | Episodul: In The Dark                                               |
| 2006-2007 | The Nine                         | Egan Foote             | 13 episoade                                                         |
| 2007      | Grey's Anatomy                   | Jacob Nolston          | 2 episoade                                                          |
| 2008      | Eli Stone                        | Daniel Foote           | Episodul: "Waiting For That Day"                                    |
| 2010      | Leverage                         | Head of Security       | Episodul: The Rashamon Job                                          |
| 2010      | The Mentalist                    | Ellis Mars             | Episodul: Red Moon                                                  |
| 2011-2014 | Suits                            | Stan Jacobson          | 2 episoade "Shelf Life" & "We're Done"                              |
| 2012      | Scooby-Doo! Mystery Incorporated | Dr. Henklefust (voce)  | Episodul: "The Night the Clown Cried II: Tears of Doom!"            |
| 2014      | Bones                            | Dr. Edward Harkness    | Episodul: "The Corpse at the Convention"                            |
| 2014      | Intelligence                     | Dr. Shenendoah Cassidy | 11 episoade                                                         |
| 2015-2016 | Turn: Washington's Spies         | Samuel Townsend        | 6 episoade                                                          |
| 2016-2017 | Stitchers                        | Mitchell Blair         | 5 episoade                                                          |
| 2017      | Twin Peaks                       | Dr. Ben                | 1 episod                                                            |
| 2017      | Lucifer                          | Alvin                  | 1 episod "Off the Record"                                           |
| 2019      | The Orville                      | Cambis Borrin          | 1 episod "Home"                                                     |
| 2019      | The Rookie                       | Kevin Scott            | 1 episod "Heartbreak"                                               |

### Jocuri video
| An   | Titlu               | Rol                                         | Note |
| ---- | ------------------- | ------------------------------------------- | ---- |
| 2005 | Ultimate Spider-Man | Bolivar Trask (voce)                        |      |
| 2006 | Superman Returns    | Metallo / The Citizens of Metropolis (voce) |      |